# Lattato di calcio
Il lattato di calcio (o (L)-lattato di calcio pentaidrato) è un sale cristallino prodotto dalla reazione dell'acido lattico con il carbonato di calcio o l'idrossido di calcio.
Si presenta a temperatura ambiente in forma cristallina solida di colore bianco e inodore.
È utilizzato in campo alimentare (come agente lievitante) e in alcuni medicinali.

Tra gli additivi alimentari è identificato dal numero E327